# اکالیپتوس خاکستری
اکالیپتوس خاکستری (نام علمی: Eucalyptus cinerea) نام یک گونه از سرده اوکالیپتوس است.